# Brachypelma schroederi
Brachypelma schroederi é uma espécie de aranha pertencente à família Theraphosidae.